# Uitgeverij Contact
Uitgeverij Contact was een Nederlandse uitgeverij die zich voornamelijk richtte op non-fictie.
In 1933 werd de uitgeverij opgericht in een poging mensen te wijzen op de gevaren van het nazisme. Al vanaf het begin kenmerkte het fonds zich door goed leesbare boeken en een grote betrokkenheid bij de wereld. Dit uitte zich ook in het uitgeven van het dagboek van Anne Frank. In 1974 werd de uitgeverij verkocht aan Uitgeverij Bert Bakker, maar werd in 1985 weer zelfstandig. Uitgeverij Contact was een onderdeel van uitgeversgroep NDC VBK. In 2012 fuseerde de uitgeverij samen met onder meer uitgeverij Atlas tot Atlas Contact.

## Schrijvers
- Midas Dekkers
- Renate Dorrestein
- Anne Frank
- Chris van der Heijden
- Anton de Kom
- Yvonne Kroonenberg
- Dimitri Verhulst
- Lévi Weemoedt
- Gerwin van der Werf
- Ivan Wolffers